# Kościół św. Jerzego w Brodnicy
Kościół św. Jerzego – kościół, który znajdował się w Brodnicy. Rozebrany w 1835 roku.

## Historia
Pierwotnie była to jednonawowa kaplica z prezbiterium, nie posiadała wieży. W 1560 roku została rozbudowana. Nadal pozostawała jednak kaplicą. W 1618 roku rozbudowana z materiału z pobliskiego kościoła św. Wita, który już nie istniał. W czasie potopu szwedzkiego została zburzona. Potem odbudowana. W 1666 była roku remontowana. Jeszcze w 1743 była wzmiankowana jako mały kościół. W 1747 roku była odnowiona. W 1828 roku należała do diecezji chełmińskiej. Później długo nie remontowana, popadła w ruinę, którą rozebrano w 1835 roku. Fundamenty dawnego kościoła znajdują się przy ul. Sienkiewicza.